# Chusaris
Chusaris é um gênero de traça pertencente à família Arctiidae.